# Johann Karl August Müller
Johann Karl August Müller (o Mueller)( * 16 de diciembre de 1818 - 9 de febrero de 1899 ) fue un briólogo, botánico, micólogo, y pteridólogo alemán , aborigen de Allstedt.
Hasta 1843 trabajó como farmacéutico en varias localidades de Alemania, y de 1843 a 1846 estudió botánica en la Universidad "Martín Lutero" de Halle-Wittenberg.
En 1843 fue asistente editor de Botanische Zeitung (Prensa Botánica)'', y en 1852 fue cofondador del journal Die Natur. Durante su carrera reunió un herbario de más de 10.000 especímenes briológicos.

## Algunas publicaciones
- Synopsis muscorum frondosorum, dos vols. 1849-1851
- Genera muscorum frondosorum
- Antäus oder to dir Natur im Spiegel der Menschheit
- La abreviatura «Müll.Hal.» se emplea para indicar a Johann Karl August Müller como autoridad en la descripción y clasificación científica de los vegetales.[1]